# Морган (окръг, Охайо)
Вижте пояснителната страница за други значения на Морган.
Окръг Морган (на английски: Morgan County) е окръг в щата Охайо, Съединени американски щати. Площта му е 1093 km², а населението - 14 897 души (2000). Административен център е град Макконълсвил.